# Colônia L’Essai

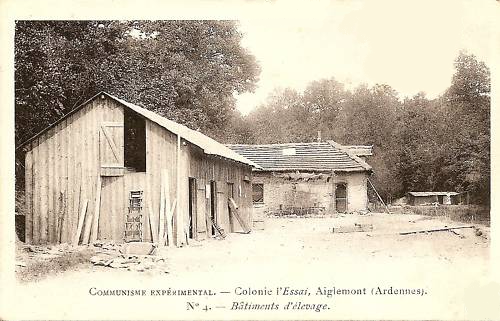
Cartão postal com imagem da Colonia L'Essai em 1906.

Colonia L'Essai (do francês Colonia Ensaio) também conhecida como Colônia Anarquista de Aiglemont, foi uma comunidade intencional anarquista estabelecida em 14 de junho de 1903 junto à floresta das Ardenas, perto de Aiglemont, na França. Idealizada por Jean-Charles Fortuné Henry, fizeram parte dela André Mournier, Jules Lermina e outros ativistas libertários.

## Prelúdio

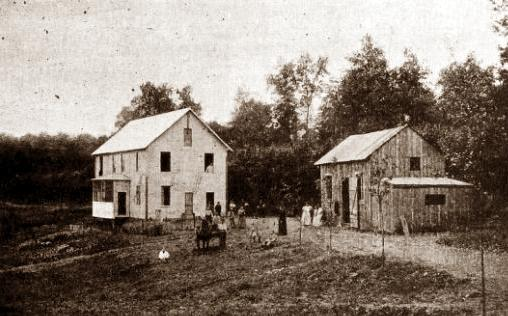
Casas na Colônia L'Essai em Aiglemont em 1907.

Defensor de longa data da propaganda pelo Ato e revendo as consequências da ação direta violenta entre os anarquistas, Jean-Charles Fortuné Henry se interessa pelas potencialidades do comunalismo experimental que na época era conhecido apenas como comunismo experimental.
Propondo a fundação de uma colônia anarquista Fortuné Henry se dedica a uma série de conferências nas quais busca parceiros para a ação. Nestes eventos realizados em Paris e em Ainglemont o ativista tem contato com o agrônomo André Mournier, o barbeiro François Malicet, o jornalista Jules Lermina e outros libertários que se interessam pelo projeto e passam a fazer parte dele.

## Fundação
No dia 14 de julho de 1903 o próprio Fortuné Henry, em trajes citadinos, carregando ferramentas em suas costas, e acompanhado de sua cadela Néra, chega à Aiglemont. Apelidado de homem livre pelos moradores da região, Henry entra na floresta e se instala numa parcela de terra que acabara de adquirir.

## Encerramento
Apesar de algumas notáveis realizações que incluíam uma oficina tipográfica que editou uma série de livros e dois jornais, em 1909 a colônia chega ao fim devido a problemas financeiros e graves dissensões internas.